# 스탄카 즐라테바
스탄카 즐라테바 흐리스토바(불가리아어: Станка Златева Христова, 1983년 3월 1일~)는 불가리아의 레슬링 선수이다. 올림픽에 3회 참가했고 2008년 하계 올림픽과 2012년 하계 올림픽에서 여자 자유형 헤비급에서 은메달을 획득하였다. 또한 세계 선수권 대회에서 금메달 5개, 유럽 선수권 대회에서 금메달 6개를 획득했다. 
즐라테바는 2006년과 2007년에 올해의 세계 여자 레슬링 선수로 선정되었으며 2007년, 2010년, 2011년에 불가리아 올해의 스포츠인으로 선정되었다.